# Charles Caussanel
Charles Caussanel, né le 18 septembre 1838 à Sauveterre-de-Rouergue (Aveyron) et mort le 29 octobre 1925 à Sauveterre-de-Rouergue, est un homme politique français.

## Biographie
Négociant en vins, il est adjoint en 1878 puis maire de Sauveterre-de-Rouergue en 1888. Il est conseiller général du canton de Sauveterre-de-Rouergue en 1886 et député de l'Aveyron de 1893 à 1898, siégeant sur les bancs républicains.

## Sources
- « Charles Caussanel », dans le Dictionnaire des parlementaires français (1889-1940), sous la direction de Jean Jolly, PUF, 1960 [détail de l’édition]